# Jeff Hartwig
Jeff Hartwig, né le 25 septembre 1967 à Saint-Louis, est un athlète américain spécialiste du saut à la perche.

## Carrière
En 1998, lors du meeting d'Uniondale, Jeff Hartwig franchit la barre de 6,01 m, et améliore sa meilleure performance de 15 centimètres, signant un nouveau record d'Amérique du Nord du saut à la perche. Il triomphe la même année en finale des Goodwill Games à New York, et prend la 3e place de la finale de la Coupe du monde de l'IAAF. L'année suivante, il remporte les championnats nationaux des États-Unis, portant son record personnel à 6,02 m, et décroche la médaille d'argent des Championnats du monde en salle 1999 à Maebashi remportés par le Français Jean Galfione. 
En 2000, l'Américain améliore de nouveau le record d'Amérique du Nord en franchissant 6,03 m lors du meeting de Jonesboro (Arkansas). En 2002, Jeff Hartwig réalise un saut à 6,02 m lors du meeting « indoor » de Sindelfingen, en Allemagne, et devient le deuxième meilleur performeur en salle de l'histoire, après Sergueï Bubka. Il remporte par ailleurs la finale du Grand Prix à Paris avec un saut à 5,75 m, et se classe deuxième de la Coupe du monde à Madrid. Éliminé au stade des qualifications lors des Championnats du monde d'athlétisme 2003 et 2007, Hartwig se qualifie à 41 ans pour ses seconds Jeux olympiques. À Pékin, il ne parvient pas à obtenir son billet pour la finale.

### Saut à 6 mètres et plus
- 6,02 indoor Sindelfingen (Allemagne) 10 mars 2002
- 6,01 indoor Bad Oeynhausen (Allemagne) 8 mars 2002
- 6,00 indoor Donetsk (Pologne) 24 février 2002
- 6,03 outdoor Jonesboro (USA) 14 juin 2000
- 6,02 outdoor Eugene (USA) 27 juin 1999
- 6,00 outdoor Athènes (Grèce) 16 juin 1999[2]
- 6,01 outdoor Uniondale (USA) 21 juillet 1998
- 6,00 outdoor Saint-Denis (France) 4 juin 1998

## Palmarès
| Date | Compétition                    | Lieu      | Résultat | Marque |
| ---- | ------------------------------ | --------- | -------- | ------ |
| 1996 | Jeux olympiques                | Atlanta   | 11e      | 5,60 m |
| 1998 | Finale mondiale                | Moscou    | 7e       | 5,60 m |
| 1999 | Championnats du monde en salle | Maebashi  | 2e       | 5,95 m |
| 1999 | Championnats du monde          | Séville   | qual.    | 5,55 m |
| 1999 | Finale mondiale                | Munich    | 2e       | 5,80 m |
| 2000 | Finale mondiale                | Doha      | 4e       | 5,40 m |
| 2002 | Finale mondiale                | Paris     | 1er      | 5,75 m |
| 2003 | Championnats du monde          | Paris     | qual.    | 5,50 m |
| 2003 | Finale mondiale                | Monaco    | 4e       | 5,70 m |
| 2004 | Championnats du monde en salle | Budapest  | qual.    | 5,55 m |
| 2004 | Finale mondiale                | Monaco    | 6e       | 5,45 m |
| 2006 | Championnats du monde en salle | Moscou    | finale   | NM     |
| 2007 | Championnats du monde          | Osaka     | qual.    | 5,55 m |
| 2007 | Finale mondiale                | Stuttgart | 6e       | 5,70 m |
| 2008 | Jeux olympiques                | Pékin     | qual.    | 5,55 m |